# Anne Poleska
Anne Poleska (Krefeld, 20 februari 1980) is een Duits topzwemster.
Poleska traint in Essen bij haar coach Horst Melzer, maar maakt ook regelmatig de overstap om in de Verenigde Staten te trainen. In Coral Springs traint ze mee met Michael Lohberg, terwijl ze in Alabama (waar ze ook studeert) op bezoek gaat bij Sonya Porter.
Poleska's specialisme is de schoolslag, waarvan de 200 meter haar favoriete afstand is.
Tijdens de EK kortebaan 2005 in Triëst wist Poleska beslag te leggen op de Europese titel op diezelfde 200 meter schoolslag. Haar tijd van 2.23,06 was genoeg om de concurrenten Katarzyna Dulian en Chiara Boggiatto voor te blijven.